# Maria Ehrich
Maria Ehrich (født 26. februar 1993 i Erfurt, Tyskland), er en tysk skuespiller. Hun kendes bl.a. fra Pigerne fra Berlin.

## Udvalgte film og serier
- 2003: Die Hollies
- 2004: Mein Bruder ist ein Hund
- 2005: Eine Mutter für Anna
- 2006: Dresden
- 2006: Inga Lindström – In den Netzen der Liebe
- 2006: Das Traumhotel – Indien
- 2007: Rennschwein Rudi Rüssel 2 – Rudi rennt wieder!
- 2007: Die Frau vom Checkpoint Charlie
- 2008: Meine wunderbare Familie
- 2008: Ein Ferienhaus auf Ibiza
- 2008: Inga Lindström – Sommer in Norrsunda
- 2009: Ein Date fürs Leben--
- 2009: Meine wunderbare Familie
- 2009: Danni Lowinski – Kein Heim
- 2010: Rock It!
- 2011: Ausgerechnet Sex!
- 2011: SOKO Stuttgart – Wombats Ende
- 2011: Doctor’s Diary
- 2012: Kommissar Stolberg – Blutsbrüder
- 2012: Für Elise
- 2012: Krimi.de Erfurt – Missbraucht
- 2013: Das Adlon. Eine Familiensaga
- 2013: Polizeiruf 110 – Laufsteg in den Tod
- 2013: Rubinrot
- 2013: Ein starkes Team – Die Frau im roten Kleid
- 2013: Die kleine Meerjungfrau
- 2014: Sie heißt jetzt Lotte
- 2014: Saphirblau
- 2014: Götz von Berlichingen
- 2015: Dämmerung über Burma
- 2016: Pigerne fra Berlin
- 2016: Smaragdgrün
- 2016: Die Glasbläserin
- 2016: Ballerina